# Klaus Engelhardt
Klaus Engelhardt (* 11. Mai 1932 in Schillingstadt) ist ein deutscher evangelischer Theologe, ehemaliger Landesbischof der Evangelischen Landeskirche in Baden und Vorsitzender des Rates der Evangelischen Kirche in Deutschland (EKD).

## Leben und Beruf
Engelhardt wuchs in Wiesloch auf, wo er auch die Volksschule besuchte. Später besuchte er das Kurfürst-Friedrich-Gymnasium in Heidelberg, wo er 1952 das Abitur ablegte. Anschließend studierte er evangelische Theologie an den Universitäten Göttingen, Basel und Heidelberg. 1960 promovierte er beim Kirchenhistoriker Hans von Campenhausen zum Dr. theol. In jener Zeit besuchte er das Predigerseminar in Heidelberg. Nach seinem 2. theol. Examen war Engelhardt Vikar in Heidelberg und Hinterzarten und ab 1962 Studentenpfarrer in Karlsruhe. 1966 wurde er zum Professor für evangelische Theologie und Religionspädagogik an die Pädagogische Hochschule Heidelberg berufen, der er von 1971 bis 1976 als Rektor vorstand. Die Hochschule verlieh ihm 1998 die Ehrendoktorwürde.
Im Oktober 1980 beendete Engelhardt seine Tätigkeit an der Pädagogischen Hochschule, weil ihn die Synode der Evangelischen Landeskirche in Baden im 5. Wahlgang zum Landesbischof und damit Nachfolger von Hans-Wolfgang Heidland wählte. Während seiner Amtszeit verstand es Engelhardt, die verschiedenen Strömungen innerhalb der Kirche zu einigen. Ursprünglich aus linksprotestantischer Richtung Barthscher Provenienz kommend, galt Engelhardt aufgrund seiner umsichtigen, seelsorgerlichen Art bald als „Mann des Ausgleichs“.
1983 bis 1989 gehörte Engelhardt dem Präsidium des Deutschen Evangelischen Kirchentags an. 1985 wurde er auch in den Rat der EKD gewählt. Die Synode der EKD wählte Engelhardt dann 1991 als Nachfolger des Berliner Bischofs Martin Kruse zum Ratsvorsitzenden und damit höchsten Repräsentanten der EKD. Ein Jahr nach der politischen Wiedervereinigung wurde Engelhardt damit zum ersten Ratsvorsitzenden einer gesamtdeutschen Evangelischen Kirche. Seine Fähigkeiten zur Integration kamen der EKD in den folgenden Jahren nicht zuletzt in der innerkirchlich schwierigen Diskussion über die Kontakte einzelner Kirchenvertreter mit dem Ministerium für Staatssicherheit („Stasi“) der DDR zugute.
Am 25. Juli 1997 wählte die badische Landessynode den Mannheimer Dekan Ulrich Fischer zum Nachfolger Engelhardts als Landesbischof in Baden. Dieser trat sein Amt am 31. März 1998 an. Bereits am 5. November 1997 hatte die EKD-Synode auch mit Präses Manfred Kock einen Nachfolger Engelhardts als Ratsvorsitzenden der EKD gewählt. Engelhardt trat somit im Frühjahr 1998 seinen Ruhestand an. Er lebt in Karlsruhe und ist als Prediger und Vortragsredner vielerorts weiterhin sehr gefragt.
Engelhardt veröffentlichte mehrere Bücher, vor allem Predigtmeditationen und religionspädagogische Literatur.
Er ist Mitglied im Ehrenrat von AMCHA Deutschland, der zentralen Organisation für die psychosoziale Hilfe von Überlebenden des Holocaust und ihren Nachkommen in Israel.
Im Februar 2014 wurde Klaus Engelhardt in das Kuratorium der Bürgerstiftung Karlsruhe berufen.

## Familie
Klaus Engelhardt war seit 1960 mit Dorothea Schlink (* 7. April 1935 in Gadderbaum; † 25. März 2019 in Karlsruhe), Tochter des Theologen Edmund Schlink, verheiratet und hat zwei Söhne und eine Tochter. Sein Schwager ist der Schriftsteller und Jurist Bernhard Schlink.

## Publikationen
- Der Ort der Theologie bei den griechischen Vätern um 200, zwei Bände. o. O. 1960, DNB 480964297 (Dissertation Universität Heidelberg, Theologische Fakultät 1960, 147 und 59 Seiten).